# Kendall Hotel
The Kendall Hotel, o The Kendall Hotel, es un hotel boutique en Main St. en el área de Kendall Square de Cambridge, Massachusetts. Reutilizó la estación de bomberos Engine 7 construida en 1895.
La reseña en línea de The Telegraph lo calificó como una "espléndida estación de bomberos victoriana convertida en hotel boutique cerca de la concurrida Kendall Square" y afirma que su "restaurante Black Sheep es una joya".
Originalmente fue diseñado para soportar equipos de extinción de incendios tirados por caballos. Sirvió en la protección contra incendios desde 1895 hasta 1993, su función fue reemplazada por una moderna estación de bomberos en la Plaza Central. Fue renovado a partir del año 2000. La renovación implicó acercar la estación de bomberos original de tres pisos a la calle, agregar una torre de siete pisos detrás y restaurar dos cúpulas . Después de abrir en 2002, se amplió en 2007 con la adición de una segunda torre de siete pisos.
Es miembro de los Hoteles Históricos de América.
Los propietarios fueron honrados por la Comisión Histórica de Cambridge por la calidad de sus esfuerzos de preservación histórica.
The Washington Post en 2017 incluyó el "Kendall Hotel at the Engine 7 Firehouse" en una lista de 23 "remodelaciones de hoteles" estadounidenses, como "parte de una tendencia hacia la reutilización adaptativa histórica que hace que los viajeros pasen la noche en antiguos grandes almacenes, fábricas textiles, un automóvil planta de ensamblaje e incluso una cárcel del siglo XIX".
En 2018, Boeing se convertiría en el inquilino de al lado.